# Platyaechmea
Platyaechmea é um género botânico pertencente à família Bromeliaceae.
1. ↑  «Platyaechmea — World Flora Online». www.worldfloraonline.org. Consultado em 19 de agosto de 2020